# Small Faces (альбом, 1966)
Small Faces — дебютный студийный альбом британской рок-группы Small Faces, выпущенный в 1966 году. Запись сумела достичь 3 места в UK Albums Chart и была достаточно благосклонно воспринята музыкальными критиками. Наиболее значимыми композициями с этого альбома стали «Whatcha Gonna Do About It» и «Sha-La-La-La-Lee», выпущенные в качестве коммерческих синглов.

## Об альбоме
Запись Small Faces проходила в период с июня 1965 по февраль 1966 года в лондонской студии IBC Studios. В роли звукорежиссёра пластинки выступил Глин Джонс. Поступивший в продажу в мае 1966 года, альбом был признан одним из самых успешных релизов года.
После выпуска в ноябре 1965 года сингла «I've Got Mine», несумевшего попасть в хит-чарты, из группы был исключён клавишник Джимми Уинстон. Но тем не менее он всё же выступил соавтором песни «It’s Too Late» и записал клавишные и вокальные партии в большинстве композиций альбома. Заменивший позже Уинстона Иэн Маклэган, также записал свои клавишные партии в некоторых треках Small Faces и был сфотографирован в составе группы для обложки альбома.

## Переиздания
В 1996 году альбом был выпущен на CD лейблом Deram Records. Данная версия, помимо всего прочего, включала в себя альтернативные версии песен «Shake», «Come on Children», «What’cha Gonna Do About It», «Own Up Time» и «E Too D».
В 2006 году Small Faces был переиздан лейблом Decca под заголовком «40th anniversary edition» с 23 треками. В эту версию альбома были включены песни, которые ранее выходили только отдельными синглами: «What’s A Matter Baby», «I’ve Got Mine», «Grow Your Own», «Hey Girl» и «Almost Grown».
В 2012 году увидела свет расширенная делюкс-версия альбома. Это издание включало в себя различные демозаписи, альтернативные версии имеющихся на альбоме песен и различные ремиксы. Ремастеринг проходил полностью под контролем оставшихся в живых музыкантов группы — Иэна Маклэгана и Кенни Джонса.

## Список композиций
| №  | Название                    | Автор(ы)                                               | Длительность |
| -- | --------------------------- | ------------------------------------------------------ | ------------ |
| 1. | «Shake»                     | Сэм Кук                                                | 2:55         |
| 2. | «Come on Children»          | Кенни Джонс, Ронни Лейн, Стив Марриотт, Джимми Уинстон | 4:20         |
| 3. | «You'd Better Believe It»   | Кенни Линч, Джерри Раговой                             | 2:19         |
| 4. | «It's Too Late»             | Джонс, Лейн, Марриотт, Уинстон                         | 2:37         |
| 5. | «One Night Stand»           | Лейн, Марриотт                                         | 1:50         |
| 6. | «Whatcha Gonna Do About It» | Иэн Самуэлл, Лейн, Марриотт                            | 1:59         |

| №   | Название                       | Автор(ы)                            | Длительность |
| --- | ------------------------------ | ----------------------------------- | ------------ |
| 7.  | «Sorry She's Mine»             | Кенни Линч                          | 2:48         |
| 8.  | «Own Up Time»                  | Джонс, Лейн, Марриотт, Иэн Маклэган | 1:47         |
| 9.  | «You Need Loving»              | Лейн, Марриотт                      | 3:59         |
| 10. | «Don't Stop What You're Doing» | Джонс, Лейн, Марриотт, Маклэган     | 1:55         |
| 11. | «E Too D»                      | Лейн, Марриотт                      | 3:02         |
| 12. | «Sha-La-La-La-Lee»             | Кенни Линч, Морт Шуман              | 2:56         |

### Синглы
| #  | Название сингла             | Дата релиза | Позиция в UK Single Chart |
| -- | --------------------------- | ----------- | ------------------------- |
| 1. | «Whatcha Gonna Do About It» | Август 1965 | 14                        |
| 2. | «Sha-La-La-La-Lee»          | Январь 1966 | 3                         |

## Участники записи
Small Faces
- Стив Марриотт — вокал, гитара (все треки)
- Ронни Лейн — бас-гитара (все треки), ведущий вокал в треке «Shake»
- Кенни Джонс — ударные, перкуссия (все треки)
- Иэн Маклэган — клавишные, бэк-вокал в треках «Shake», «You’d Better Believe It», «One Night Stand», «Own Up Time», «You Need Loving» и «Sha-La-La-La-Lee»
- Джимми Уинстон[англ.] — бэк-вокал, клавишные, ритм-гитара в треках «Come On Children», «It’s Too Late», «What’Cha Gonna Do About It», «Don’t Stop What You’re Doing» и «E Too D»

Дополнительный персонал
- Кенни Линч[англ.] — бэк-вокал в треках «You’d Better Believe It», «Sorry She’s Mine» и «Sha-La-La-La-Lee»